# Stranger Things
A Stranger Things a Duffer testvérek által alkotott amerikai websorozat. A sorozat első évadának főbb szerepeiben Winona Ryder, David Harbour, Finn Wolfhard, Millie Bobby Brown, Gaten Matarazzo, Caleb McLaughlin, Natalia Dyer, Charlie Heaton, Cara Buono és Matthew Modine, látható, valamint, Noah Schnapp és Joe Keery a visszatérő szerepekben. A második évadra Schnapp és Keery már főszereplőként jelennek meg, ebben az évadban a szereplőgárda Sadie Sink, Dacre Montgomery, Sean Astin és Paul Reiser által alakított karakterekkel bővült, Priah Ferguson pedig visszatérőként jelenik meg. A harmadik évadban Maya Hawke csatlakozott a főszereplőkhöz, Ferguson pedig főszereplővé avanzsált. A 4. évadban Joseph Quinn csatlakozott a főszereplőkhöz. A saját készítésű szériát a Netflix mutatta be 2016. július 15-én, az első évad mind a nyolc részét elérhetővé téve. A sorozat második évada 2017. október 27-én jelent meg. Magyar szinkronnal 2019. július 26-án mutatta be a Netflix.
A sorozat helyszíne egy fiktív amerikai kisváros, az indianai Hawkins. Az 1983 novemberében játszódó első évadban a város nyugalmát a 12 éves Will Byers eltűnése zavarja meg, amit további megmagyarázhatatlan események követnek. A fiú megtalálására barátai (Mike, Dustin, Lucas), családja, valamint a helyi rendőrfőnök is önállóan tesznek kísérletet. Eközben megmagyarázhatatlan természetfeletti dolgok történnek, és felbukkan egy kislány (Eleven) is, aki pszichokinetikus képességekkel rendelkezik. 
A Stranger Things 2 címet viselő második évad egy évvel később, 1984 októberében játszódik. Bár a városban látszólag helyreállt a nyugalom, valójában a normalitásba visszatérni akaró szereplőknek újból szembe kell nézniük a természetfeletti erőkkel. A kilenc epizódból álló második évad 2017. október 27-én jelent meg.
A Stranger Things 3 címet viselő és nyolc epizódból álló harmadik évad 1985 júliusában játszódik és a karakterek felcseperedésére összpontosít, miközben a július 4-ei ünnepen újabb fenyegetés bukkan fel. Az évad szintén július 4-én jelent meg a Netflixen.  
2022-ben két felvonásban és sokkal hosszabb terjedelemben megjelent a 4. szezon. 2024-re tervezték az utolsó, 5. éved megjelenését, de a hollywoodi színészsztrájk miatt nem kezdhették el a forgatást, és így a bemutató 2025-re csúszott.
Kritikus elismerést kapott az 1980-as évek filmjeinek jellemzése, hangulata, színészete, zenéje, rendezése, írása és tisztelgése miatt. A sorozat 31 Primetime Emmy-díj jelölést szerzett, köztük a Legjobb televíziós drámasorozat kategóriában is jelölték, négy Golden Globe-díj jelölést is sikerült a magáénak tudnia és megnyerte a Legjobb szereplőgárda (drámasorozat) díjat 2016-ban
Tervben van egy spin-off sorozat, mely a Duffer testvérek elmondása szerint, más lesz, mint a Stranger Things.

## Epizódok
| Évad | Évad | Epizódok | Epizódok           | Eredeti sugárzás   | Eredeti sugárzás   | Eredeti adó        | Magyar sugárzás    | Magyar sugárzás  | Magyar adó |
| Évad | Évad | Epizódok | Epizódok           | Évadpremier        | Évadfinálé         | Eredeti adó        | Évadpremier        | Évadfinálé       | Magyar adó |
| ---- | ---- | -------- | ------------------ | ------------------ | ------------------ | ------------------ | ------------------ | ---------------- | ---------- |
|      | 1.   | 8        | 8                  | 2016. július 15.   | 2016. július 15.   |                    | 2019. július 26.   | 2019. július 26. |            |
|      | 2.   | 9        | 9                  | 2017. október 27.  | 2017. október 27.  | 2019. július 26.   | 2019. július 26.   |                  |            |
|      | 3.   | 8        | 8                  | 2019. július 4.    | 2019. július 4.    | 2019. július 26.   | 2019. július 26.   |                  |            |
|      | 4.   | 9        | 7                  | 2022. május 27.    | 2022. május 27.    | 2022. május 27.    | 2022. május 27.    |                  |            |
| 2    | 4.   | 9        | 2022. július 1.    | 2022. július 1.    | 2022. július 1.    | 2022. július 1.    |                    |                  |            |
|      | 5.   | 8        | 4                  | 2025. november 26. | 2025. november 26. | 2025. november 26. | 2025. november 26. |                  |            |
| 3    | 5.   | 8        | 2025. december 25. | 2025. december 25. | 2025. december 25. | 2025. december 25. |                    |                  |            |
| 1    | 5.   | 8        | 2025. december 31. | 2025. december 31. | 2025. december 31. | 2025. december 31. |                    |                  |            |

## Szereplők
| Színész | Szereplő                         | Magyar hangja                   | Leírás | Évadok         | Évadok         | Évadok     | Évadok     | Évadok |
| Főszereplők | Főszereplők                      | Főszereplők                     | Főszereplők | 1              | 2              | 3          | 4          | 5      |
| --- | -------------------------------- | ------------------------------- | --- | -------------- | -------------- | ---------- | ---------- | ------ |
| Winona Ryder | Joyce Byers                      | Zsigmond Tamara                 | Will és Jonathan Byers anyja.                                                                                               | Főszereplő     | Főszereplő     | Főszereplő | Főszereplő |        |
| David Harbour | Jim Hopper                       | Debreczeny Csaba                | Hawkinsi rendőrfőnök. Tizenegy nevelőapja.                                                                                  | Főszereplő     | Főszereplő     | Főszereplő | Főszereplő |        |
| Finn Wolfhard | Mike Wheeler                     | Kretz Boldizsár (1-2., 4. évad) | Karen és Ted fia, Nancy öccse, Will egyik barátja és a csapat „vezetője”. Tizenegy barátja.                                 | Főszereplő     | Főszereplő     | Főszereplő | Főszereplő |        |
| Finn Wolfhard | Mike Wheeler                     | Bauer Gergő (3. évad)           | Karen és Ted fia, Nancy öccse, Will egyik barátja és a csapat „vezetője”. Tizenegy barátja.                                 | Főszereplő     | Főszereplő     | Főszereplő | Főszereplő |        |
| Millie Bobby Brown | Tizenegy / Tizi (Jane Hopper)    | Vida Sára                       | Egy különleges képességekkel rendelkező lány, aki kiszökik a hawkinsi laboratóriumból. Mike barátnője. Hopper nevelt lánya. | Főszereplő     | Főszereplő     | Főszereplő | Főszereplő |        |
| Gaten Matarazzo | Dustin Henderson                 | Kálmán Barnabás                 | Will egyik barátja és a csapat tagja.                                                                                       | Főszereplő     | Főszereplő     | Főszereplő | Főszereplő |        |
| Caleb McLaughlin | Lucas Sinclair                   | Tóth Márk                       | Will egyik barátja és a csapat tagja. Max barátja.                                                                          | Főszereplő     | Főszereplő     | Főszereplő | Főszereplő |        |
| Natalia Dyer | Nancy Wheeler                    | Andrusko Marcella               | Karen és Ted lánya, Mike középiskolás nővére. Jonathan barátnője.                                                           | Főszereplő     | Főszereplő     | Főszereplő | Főszereplő |        |
| Charlie Heaton | Jonathan Byers                   | Márkus Sándor                   | Joyce Byers fia, Will középiskolás bátyja. Nancy barátja.                                                                   | Főszereplő     | Főszereplő     | Főszereplő | Főszereplő |        |
| Cara Buono | Karen Wheeler                    | Söptei Andrea                   | Mike és Nancy anyja. Ted felesége.                                                                                          | Főszereplő     | Főszereplő     | Főszereplő | Főszereplő |        |
| Matthew Modine | Martin Brenner                   | Hirtling István                 | A hawkinsi energiaügyi laboratórium vezetője                                                                                | Főszereplő     | Vendég         |            | Főszereplő |        |
| Noah Schnapp | Will Byers                       | Mayer Marcell (1-2., 4. évad)   | Joyce Byers fia, Jonathan öccse, aki megmagyarázhatatlan módon eltűnik. A csapat tagja.                                     | Mellékszereplő | Főszereplő     | Főszereplő | Főszereplő |        |
| Noah Schnapp | Will Byers                       | Gerő Botond (3. évad)           | Joyce Byers fia, Jonathan öccse, aki megmagyarázhatatlan módon eltűnik. A csapat tagja.                                     | Mellékszereplő | Főszereplő     | Főszereplő | Főszereplő |        |
| Sadie Sink | Maxine „Max” Mayfield / „MadMax” | Stern Hanna                     | Billy mostohatestsvére, aki újonnan érkezik a városba. Lucas barátnője.                                                     |                | Főszereplő     | Főszereplő | Főszereplő |        |
| Joe Keery | Steve Harrington                 | Ágoston Péter                   | Az iskola egyik legnépszerűbb diákja, Nancy ex barátja.                                                                     | Mellékszereplő | Főszereplő     | Főszereplő | Főszereplő |        |
| Dacre Montgomery | Billy Hargrove                   | Novkov Máté                     | Max heves természetű és kiszámíthatatlan féltestvére.                                                                       |                | Mellékszereplő | Főszereplő | Vendég     |        |
| Sean Astin | Bob Newby                        | Kerekes József                  | Joyce barátja és Hopper korábbi iskolatársa, a helyi RadioShack üzemeltetője.                                               |                | Mellékszereplő | Vendég     |            |        |
| Paul Reiser | Sam Owens                        | Csankó Zoltán                   | Kutató, a hawkinsi laboratórium vezetője.                                                                                   |                | Mellékszereplő | Vendég     | Főszereplő |        |
| Joseph Quinn | Edward "Eddie" Munson            | Ember Márk                      | A Hawkins High School diákja volt, és a Hellfire Club egyedi vezetője.                                                      |                |                |            | Főszereplő |        |
| Jamie Campbell Bower | Henry Creel / 001 / Vecna        | Végh Péter                      | Egy félelmetes, érző lény. Korábban ember volt, Henry Creel, aki Dr. Brenner tesztalanya lett 001 néven.                    |                |                |            | Főszereplő |        |
| Visszatérő szereplők |                                  |                                 | |                |                |            |            |        |
| Első évad |                                  |                                 | |                |                |            |            |        |
| - Joe Chrest, mint Ted Wheeler, Karen férje, Nancy és Mike apja. - Rob Morgan, mint Powell, hawkinsi rendőr. - Shannon Purser, mint Barbara „Barb” Holland, Nancy legjobb barátnője. - John Reynolds, mint Callahan, hawkinsi rendőr. - Mark Steger, mint a Szörny, az Upside Downból való teremtmény, amit a fiúk Demogorgonnak neveznek. - Catherine Dyer, mint Connie Frazier, Brenner egyik embere, aki Tizenegy után kutat. - Randy Havens, mint Scott Clarke, a fiúk tanára. - Hugh Holub, mint a hawkinsi laboratórium egyik vezető kutatója. - Tobias Jelinek, mint a hawkinsi állami laboratórium egyik vezető ügynöke, aki Brennernek dolgozik. - Cade Jones, mint James, az iskola egyik diákja. - Anniston és Tinsley Price, mint Holly Wheeler, Karen és Ted lánya, Mike és Nancy húga. - Susan Shalhoub Larkin, mint Florence („Flo”), a hawkinsi rendőrőrs titkárnője. - Tony Vaughn, mint Russell Coleman, a hawkinsi középiskola igazgatója. - Peyton Wich, mint Troy, az iskola egyik diákja. - Charles Lawlor, mint Donald Melvald, egy vegyeskereskedés tulajdonosa, Joyce főnöke. - Chester Rushing, mint Tommy H., Carol barátja. - Chelsea Talmadge, mint Carol, Tommy barátja. - Robert Walker-Branchaud, mint a hawkinsi labóratirum egyik ügynöke. - Cynthia Barrett, mint Marsha Holland, Barbara Holland anyja. - Aimee Mullins, mint Terry Ives, egy katatón állapotban lévő nő, aki azt állítja, hogy lányát, Jane-t születésekor elvették tőle. |                                  |                                 | |                |                |            |            |        |
| Második évad |                                  |                                 | |                |                |            |            |        |
| - Linnea Berthelsen, mint Kali / Eight, egy Elevenhez hasonlóan különleges képességgel rendelkező fiatal nő, aki elszökött a hawkinsi laboratóriumból. A fiatal Kalit Vanathi Kalai Parthiban alakítja. - Catherine Curtin, mint Claudia Henderson, Dustin anyja. - Brett Gelman, mint Murray Bauman, korábbi újságíró, aki később összeesküvés-elméletekkel kezd foglalkozni. - Joe Davison, mint a hawkinsi laboratórium egy szakembere. - Priah Ferguson, mint Erica Sinclair, Lucas húga. |                                  |                                 | |                |                |            |            |        |
| Vendégszereplők |                                  |                                 | |                |                |            |            |        |
| Első évad |                                  |                                 | |                |                |            |            |        |
| - Ross Partridge, mint Lonnie Byers, Joyce Byers volt férje, Jonathan és Will apja. - Chris Sullivan, mint Benny Hammond, Hopper barátja, a Benny’s Burgers tulajdonosa. - Andrew Benator, mint a hawkinsi laboratórium egyik kutatója. - Glennellen Anderson, mint Nicole, Nancy, Steve és Jonathan osztálytársa. - Pete Burris, mint a hawkinsi laboratórium egyik dolgozója. - Jerri Tubbs, mint Diane Hopper, Jim volt felesége. - Amy Seimetz, mint Becky Ives, Terry testvére. - Elle Graham, mint Sarah Hopper, Jim és Diane lánya. - Shawn Levy executive producer a hullaház dolgozójaként tűnik fel. |                                  |                                 | |                |                |            |            |        |
| Második évad |                                  |                                 | |                |                |            |            |        |
| - Kai L. Greene, mint Funshine, Kali bandájának egyik tagja. - James Landry Hébert, mint Axel, Kali bandájának egyik tagja. - Anna Jacoby-Heron, mint Dottie, Kali bandájának egyik tagja. - Gabrielle Maiden, mint Mick, Kali bandájának egyik tagja. - Aaron Muñoz, mint Mr. Holland, Barbara apja. - Karen Ceesay, mint Mrs. Sinclair, Lucas és Erica anyja. - Drew Scheid, mint Nancy, Steve és Jonathan osztálytársa. - Pruitt Taylor Vince, mint Ray, a hawkinsi laboratórium dolgozója, Terry Ives állapotának okozója. - Arnell Powell, mint Mr. Sinclair, Lucas és Erica apja. - Will Chase, mint Neil Hargrove, Billy apja, Max mostohaapja, Susan férje. - Jennifer Marshall, mint Susan Hargrove, Max anyja, Billy mostohaanyja, Neil felesége. |                                  |                                 | |                |                |            |            |        |

## Fogadtatás

### Nézői fogadtatás
A Netflix ritkán áll elő nézettségi adatokkal, de a rekordokat nem szokták sokáig titkolni. A Stranger Things pedig az adatok alapján az eddigi legsikeresebb évadán van túl, ami egyben házi rekordot is jelent a streaming szolgáltatónál. Négy hét alatt 64 millióan látták a Stranger Things 3. évadát, tudatta a világgal a Twitteren a Netflix. Ennyire még sosem voltak kíváncsiak a streaming szolgáltató valamelyik sorozatára, arról nem is beszélve, hogy a nézők harmada egyetlen nap alatt nézte végig a teljes szezont.

## Kulturális utalások
A sorozat mind stílusában (kamerabeállítás, betűtípus, zene), mind a történetvezetésben az 1980-as évek popkultúrája előtt kíván tisztelegni. Többek között Steven Spielberg (E. T., a földönkívüli), Stephen King (Állj mellém!) és John Carpenter hatása szembetűnő.
A 4. évad és főleg a főgonosza egyértelmű tisztelgés a Rémálom az Elm utcában előtt. Az említett film antagonistájának színésze (Robert Englund) Victor Creel szerepében jelenik meg.